# モバイルフラワー
モバイルフラワー（Mobile Flower、略称：モバフラ）は、小学館が配信するデジタル少女まんが誌。2007年5月創刊

## 概要
電子コミック配信を行うサイト『小学館eコミックストア』（旧コミック小学館ブックス）内に、漫画雑誌での掲載・連載を前提としない描き下ろしの新作が毎月5・10・20・25日に先行配信される。配信は有料で、コミック小学館サイトで課金購入したポイント（100P=100円単位）から精算される。
連載が終了した後は、単行本がモバフラ・フラワーコミックスより発売される。
展開初期は携帯電話向けであったが、現在はタブレットとパソコンに対応している。

## 主な連載作品
作品名の50音順
- 愛してください、先生（車谷晴子）
- 禁断〜薔薇の行方〜（刑部真芯）
- 月下夢幻譚〜神無シ夜ノヲトギバナシ〜（刑部真芯）
- 新東京廓恋酔夢（兄崎ゆな）
- 心霊学園恋変化（香代乃）
- スタンド・バイ・ミー（おおや和美）
- 俎上の鯉は二度跳ねる（水城せとな）
- 眠り姫〜夢みるように恋してる〜（佐々木柚奈）
- 僕らの恋は死にいたる病のようで（車谷晴子）
- 恋愛心中（佐々木柚奈）